# AB Statsgruvor
AB Statsgruvor var ett gruvbolag som ägdes av svenska staten, bildat 1950.  År 1975 blev bolaget dotterbolag till LKAB, och sedan alla gruvor sålts eller nedlagts likviderades slutligen Statsgruvor 1995. Huvudkontoret fanns i Håksberg i Ludvika kommun och gruvorna främst i Intrånget (1950–1969), Håksberg (1950–1965/69), Norberg (1950–1964/1976), Stollberg (1950–1982) och Yxsjöberg (1969–1989). Brytningen i de olika gruvorna omfattade malm som omvandlades till bland annat magnetit-, bly-, zink- och järnslig. År 1979 var företagets omsättning 55 miljoner kr och antalet anställda omkring 200.

## Historia

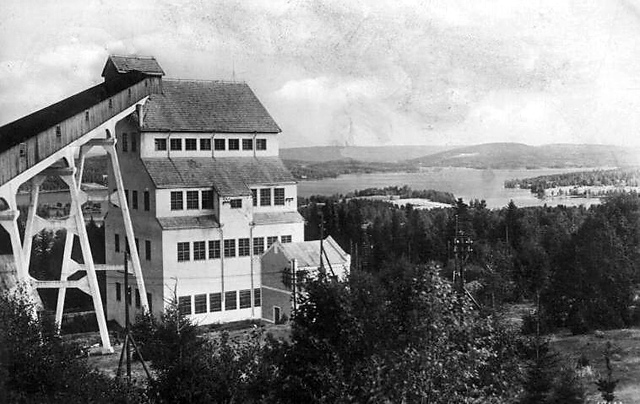
Det äldre anrikningsverket på Håksberg som det såg ut innan om- och till-byggnaden på 1950-talet.

### Svenska staten köper "tyskgruvorna"
AB Statsgruvor bildades den 1 april 1950. Bakgrunden var att de så kallade "tyskgruvorna" (tyskägda gruvor i Sverige) som sedan andra världskrigets slut administrerats av den statliga flyktkapitalbyrån nu köptes av svenska staten. De gruvor som övertogs var Stollberg, Intrånget, Mimer- och Eskilsbacksfälten i Norberg, Håksbergsfältet (med Håksberg, Ivikens gruva, Källbotten och Ickorrbottens gruvor) samt Lekomberg och Sörvik. Köpeskillingen, 12,85 miljoner kronor, betecknades enligt dåtidens penningvärde som ett överpris. AB Statsgruvors förste VD blev den tyskfödde bergsingenjören Hermann Hennemann som tidigare varit chef för Lekombergs gruva och Lekombergsgruppen (en samling tyskägda gruvbolag i Sverige).
Någon brytning hade då inte förekommit i Lekomberg sedan 1944, och samma år som Statsgruvor bildades nedlades även anrikningsverket där. Det var istället framför allt vid gruvorna i Norberg och Håksberg som de stora nyinvesteringarna gjordes. Vid Eskilsbacken i Norberg brann den gamla gruvlaven i trä ner 1952. Året därpå stod en ny modern plåtklädd lave klar att tas i bruk. Den tekniska utvecklingen gjorde nu att efterfrågan på slig ökade hos Statsgruvors kunder, vilket medförde modernisering av gruvdriften. I Norberg började man år 1952 förbereda för en driftskoncentration till Mimerfältet där en helt ny gruvanläggning med lave, krosshus och anrikningsverk i betong anlades 1957–1960. I Håksberg moderniserades anrikningsverket fullständigt 1956–1958. Ickorrbotten och Källbotten, som fungerade som sidoschakt till centralanläggningen i Håksberg, moderniserades med bland annat nya gruvlavar i plåt och betong vilka stod färdiga 1959.

### Statsgruvor koncentrerar gruvdriften till Stollberg och Yxsjöberg

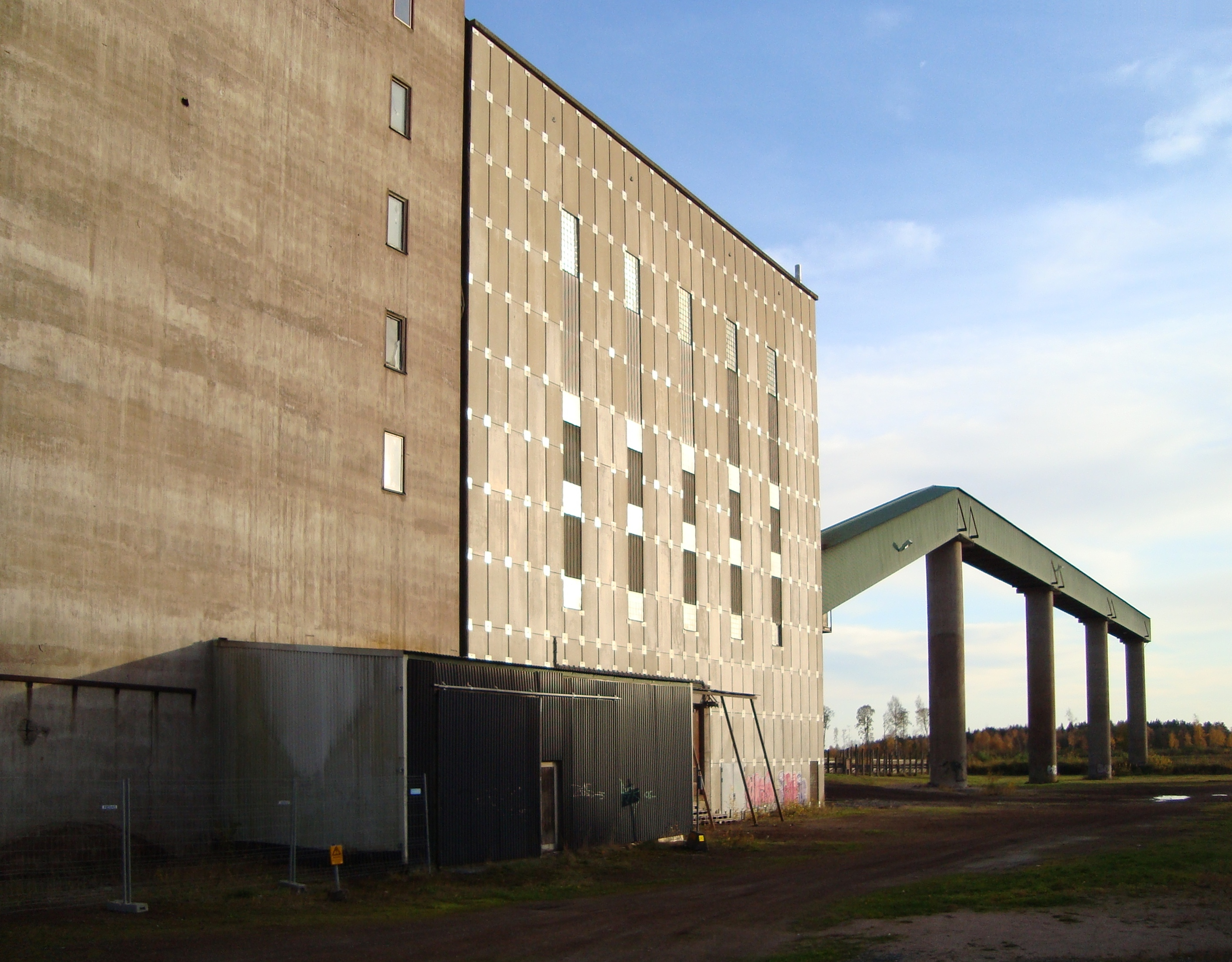
1950-talets gruvanläggning vid Mimerfältet i Norberg

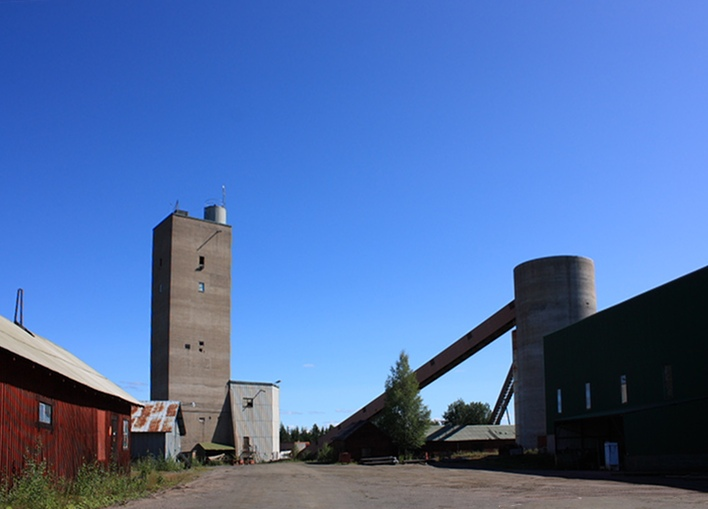
Yxsjö gruvor

Den nya anläggningen vid Mimerfältet i Norberg blev ett totalt misslyckande. Redan 1963 framhöll styrelsen för AB Statsgruvor att driften inte kunde fortsätta längre än till utgången av räkenskapsåret 1963/64, då man hade stora svårigheter att få avsättning för järnsligen. Den internationella konkurrensen hade nämligen under början av 1960-talet ökat avsevärt. Från och med den 1 juli 1964 började därför Statsgruvor att arrendera ut all gruvegendom i Norberg till ASEA-ägda Surahammars Bruks AB, som då redan ägde gruvor i Norberg samt dessutom Spännarhyttans masugn (även denna i Norberg). Arrendeavtalet gällde för 15 år med rätt till 10 års förlängning. Gruvorna inom Håksbergsfältet arrenderades ut till Stora Kopparbergs Bergslags AB från och med den 1 januari 1965. Håksberg såldes 1969 till Stora Kopparberg. Gruvorna i Norberg såldes till Surahammars Bruk 1976. 
Gruvan i Sörvik lades ned redan 1963. Vid Stollberg och Intrånget hade under årens lopp gruvanläggningarna successivt moderniserats, bland annat med nya gruvlavar i stål. 1969 avvecklades dock även driften vid Intrånget. Samma år förvärvade Statsgruvor AB Yxsjö Gruvor; ett litet gruvbolag som ägde en scheelitmalmsgruva (scheelit innehåller bland annat volfram) belägen i Yxsjöberg i nuvarande Ljusnarsbergs kommun. Gruvan hade då varit nedlagd i några år, och arbetet med att tömma den på vatten påbörjades omgående. Ett nytt modernt helautomatiskt anrikningsverk uppfördes samtidigt. I mitten av 1972 inleddes brytningen vid gruvan. 
Ett nära samarbete med LKAB hade inletts redan i mitten på 1960-talet rörande administrativa och ekonomiska frågor. 1975 blev Statsgruvor ett helägt dotterbolag till LKAB. Brytningen vid sulfidmalmsgruvan i Stollberg lades ned 1982. 1989 nedlades även Yxsjö gruvor, varefter AB Statsgruvor likviderades 1995.